# إيفيري باديز غولف 2
إيفيري باديز غولف 2 (بالإنجليزية: Everybody's Golf 2)‏، هي الجزء الثاني من سلسلة ألعاب الفيديو إيفيري باديز غولف، وهي من تطوير ستوديو كيلاب هانز، ومن نشر سوني كمبيوتر إنترتنمنت، صدرت اللعبة في الأسواق سنة 1999، وتعمل على منصة بلاي ستيشن الحصرية.